# چبیل
چبیل (به لاتین: Trzebiel) یک سکونتگاه مسکونی در لهستان است که در Gmina Trzebiel واقع شده‌است.

## خصوصیات
چبیل ۱٬۴۰۰ نفر جمعیت دارد.